# Āghūzdārbon
Āghūzdārbon (persiska: آغوزداربن) är en ort i Iran.   Den ligger i provinsen Mazandaran, i den norra delen av landet, 90 km norr om huvudstaden Teheran. Āghūzdārbon ligger 1 203 meter över havet och antalet invånare är 149.
Terrängen runt Āghūzdārbon är kuperad åt nordost, men åt sydväst är den bergig. Runt Āghūzdārbon är det ganska tätbefolkat, med 80 invånare per kvadratkilometer. Närmaste större samhälle är Kalārdasht, 8,7 km nordväst om Āghūzdārbon. I omgivningarna runt Āghūzdārbon växer i huvudsak blandskog.